# A (парусная яхта)
A — 143-метровый и самый большой в мире мотосейлер. Парусная яхта была спущена на воду в 2017 году. Принадлежит Valla Yachts Ltd, до 2022 года использовалась российским предпринимателем Андреем Мельниченко. Яхта получила то же название, что и первая моторная яхта Мельниченко, спущенная на воду в 2008 году и также спроектированная Филиппом Старком. По данным СМИ, судно могло стоить 417 млн евро.

## История
Строительство яхты началось в апреле 2015 на верфи Nobiskrug в германском Киле. В октябре 2016 года судно прошло первые испытания на море. В феврале 2017 года сооружение судна было завершено, после чего она ушла к берегам Испании для морских испытаний и финишной отделки на верфях компании Navantia. Сразу после спуска на воду в СМИ обсуждали, сможет ли судно выйти из Балтийского моря в Северное, так как под Эресуннским мостом из-за мачт не пройти, а туннель под проливом Дрогден в Эресунне допускает проход судов с осадкой 8,3 м. Судостроитель в ответ отмечал, что яхта изначально проектировалось так, чтобы пройти через пролив и что её осадка при небольшой загрузке составляет 7,5 м. Яхта успешно прошла пролив, но на пути к Средиземному морю власти Гибралтара на неделю арестовали её в качестве обеспечительной меры по требованию судостроителя. Nobiskrug требовала с заказчика выплат просроченных платежей в общей сумме на 15,3 миллиона евро. Общая стоимость проекта, по данным СМИ, могла составить 417 млн евро.

### Арест
11 марта 2022 года Финансовая гвардия Италии арестовала яхту в порту Триеста в рамках санкций Евросоюза, наложенных 9 марта на Андрея Мельниченко и других богатейших российских предпринимателей после вторжения России на Украину 16 марта власти острова Мэн отменили регистрацию парусной и моторной яхт А, использовавшихся Мельниченко, также сославшись на санкции Великобритании и ЕС.

## Технические характеристики
Длина восьмипалубного судна — 142,8 м, ширина — 25 м, тоннаж — 12 700 т. У парусника стальной корпус и композитная надстройка. Экстерьер и интерьер яхты вновь разрабатывал дизайнер Филипп Старк. За оснастку и киль новой яхты отвечала нидерландская судостроительная компания Dykstra Naval Architects. Британская фирма Magma Structures на Трафальгарской верфи в Портсмуте создала из углеродного волокна три вращающиеся монолитные мачты высотой около 90 метров. Всё парусное вооружение судна создала компания из США Doyle Sails: паруса площадью 3747 м² ставятся, убираются и управляются автоматически. Палубы покрыты тиком, на судне установлено одно из самых больших гнутых стёкол в мире — площадь двухтонного листа составляет 58,8 м².
Гибридную силовую установку составляют два дизельных двигателя MTU 20V 4000 ML73 по 3600 кВт (4895 л. с.) и два электродвигателя по 4300 кВт. С ними яхта развивает крейсерскую скорость в 16 узлов (30 км/ч) и максимальную — 21 узел (39 км/ч). Максимальная дальность на крейсерской скорости составляет 5320 морских миль (9850 км).
Объём помещений судна — 12600 БРТ, что в 4,6 раз превосходит объёмы второй после «А» парусной яхты по величине — Project Solar. Яхта может принять 20 гостей, обслуживается командой из 54 человек.
На борту есть большой бассейн, гараж для автомобилей и тендеров, вертолётная площадка, место для хранения мини-субмарины. На самом нижнем этаже расположено обсервационное помещение, из которого можно наблюдать за морской жизнью через стекло площадью 17,9 м².

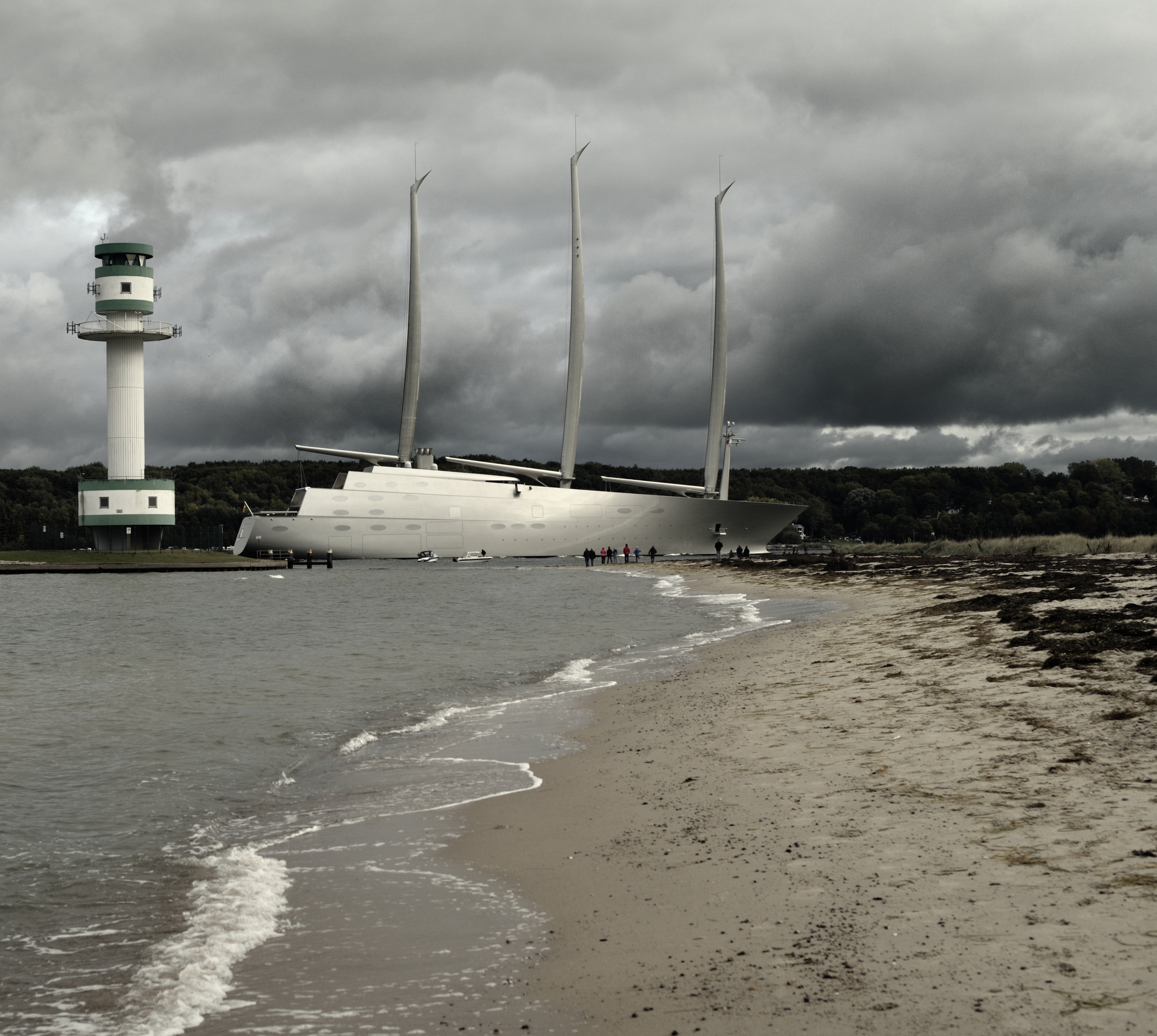
Первый выход из дока 4 октября 2016
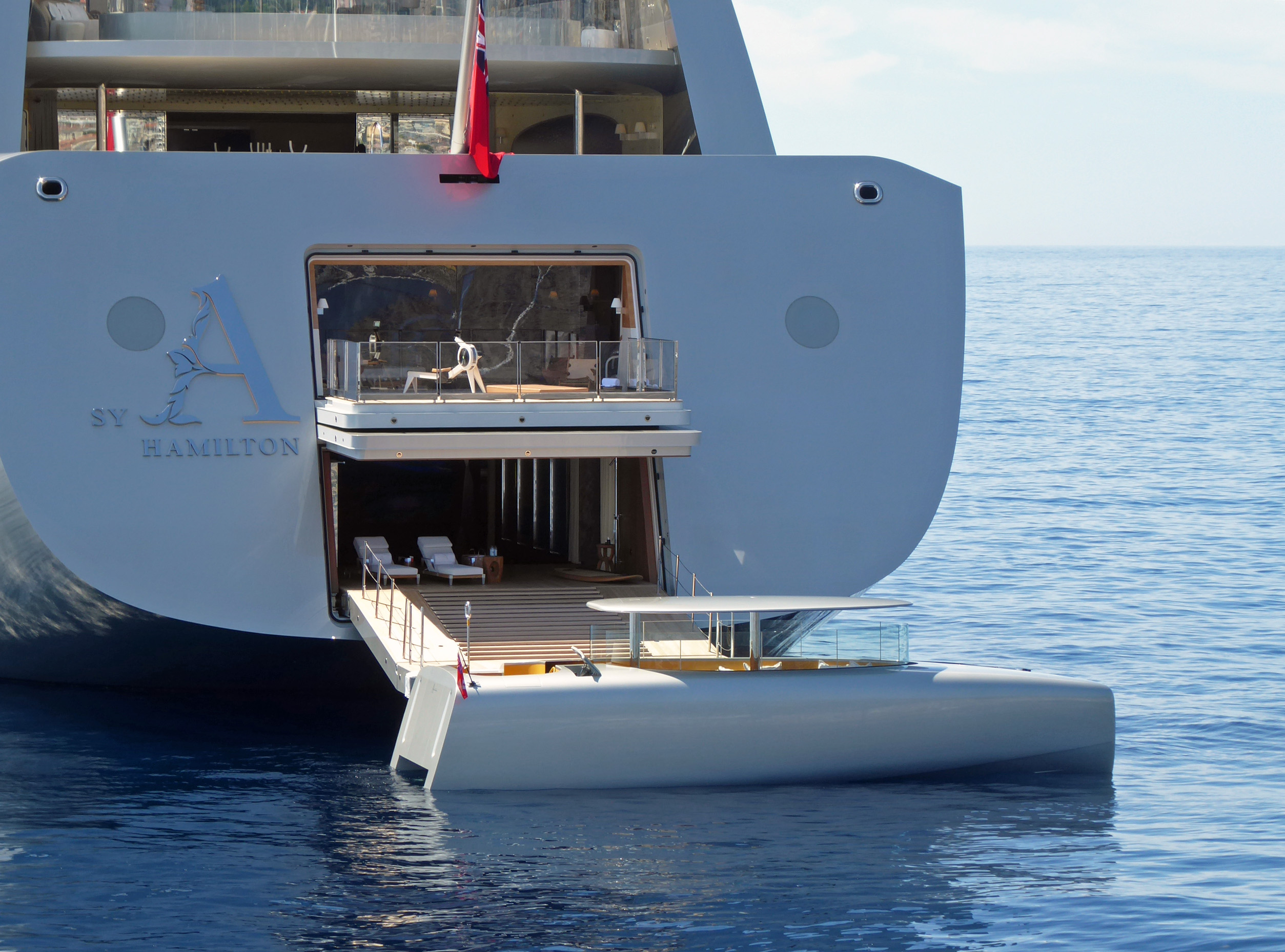
Корма яхты. Монако, 2018
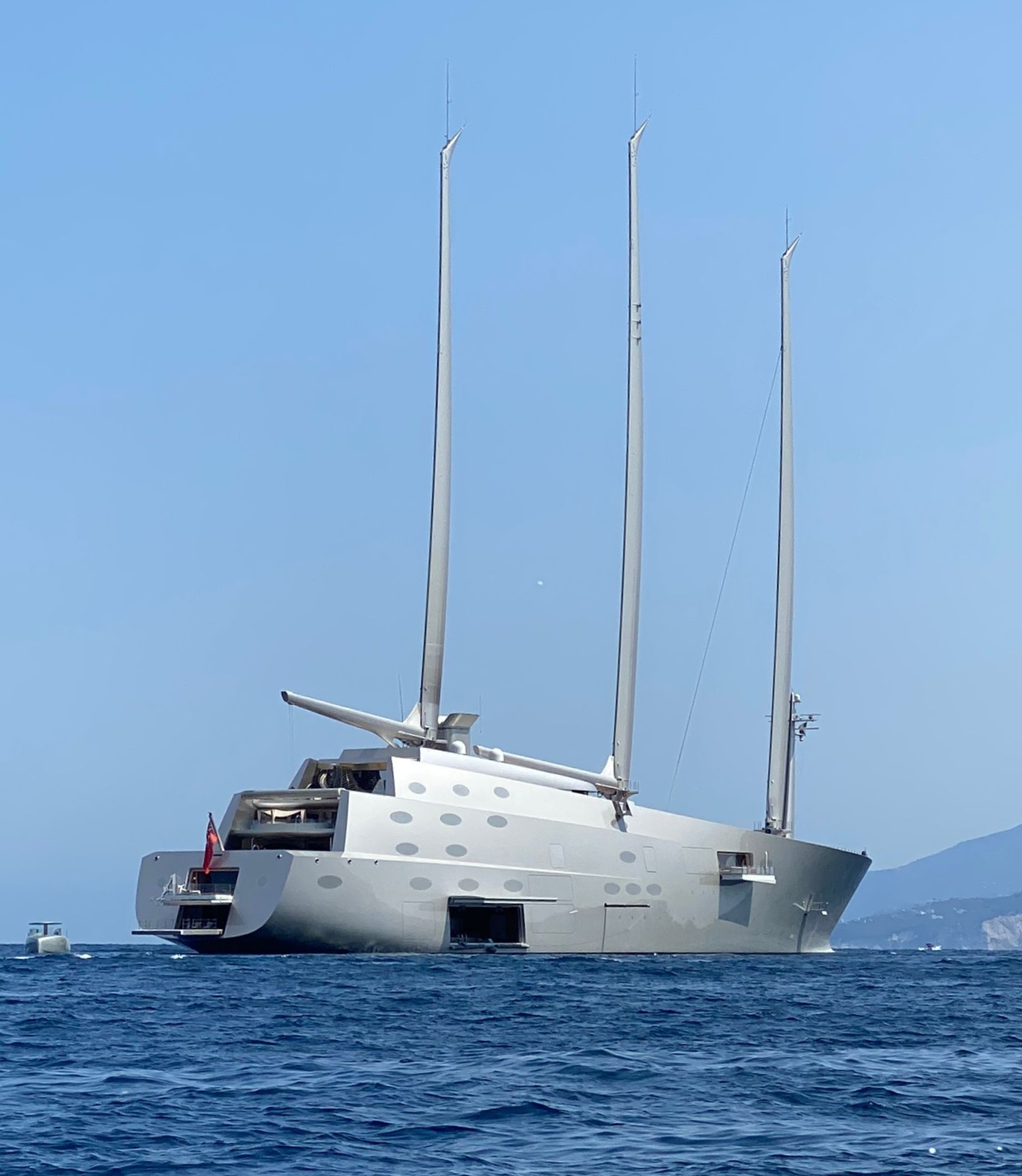
У Неаполя, август 2021